# The Rutles
The Rutles byla britská komediální hudební skupina, která sofistikovaně parodovala The Beatles. Vytvořili ji v polovině 70. let Eric Idle a Neil Innes, původně jen jako fiktivní kapelu pro skeč Idleova komediálního pořadu Rutland Weekend Television. Úspěch tohoto nápadu však vedl ke vzniku skutečné kapely, která koncertovala a vydala několik alb. Repertoár složený z písní věrně napodobujících rozličné beatlovské styly psal vesměs frontman kapely Neil Innes.

## Členové
Sestava, která vystupovala a nahrávala koncem 70. let (album The Rutles):
- Neil Innes – alias Ron Nasty – autor písní, nápodoba Johna Lennona
- Ollie Halsall (ve filmu Eric Idle) – alias Dirk McQuickly – nápodoba Paula McCartneyho (v původním skeči ho ztvárnil David Battley)
- Ricky Fataar – alias Stig O'Hara – nápodoba George Harrisona
- John Halsey – alias Barry Wom – nápodoba Ringo Starra
- Andy Brown – baskytara

Po 18leté pauze se tři členové kapely (Innes, Fataar a Halsey) znovu dali dohromady a roku 1996 vydali album Archaeology, což byla opět parodie na aktuální dění v Beatles a jejich kompilaci The Beatles Anthology. Ostatně, ironií osudu i Rutles už tou dobou měli jednoho člena po smrti (Halsall zemřel roku 1992). Na nahrávce je doplnili klávesista Mickey Simmonds, baskytarista Malcolm Foster a kytaristé Doug Boyle a Bernie Holland.
Roku 2001 se Rutles vrátili ke koncertování, v němž pokračovali až do Innesovy smrti roku 2019. V této sestavě stabilně byli:
- Neil Innes
- John Halsey
- Ken „Rutling“ Thornton,

po většinu doby také
- Mark Griffiths
- Mickey Simmonds,

a krátkodobě ještě Steve Simpson, Jason Bruer, Jason McDermid, J. J. Jones, Andy Roberts, Elliot Randall, Phil Jackson, Jay Goodrich, David Caitlin-Birch.

## Film
Prvotní nápad natočit o Rutles fiktivní dokument, který by parodoval a „demýtizoval“ beatlovskou legendu, vzešel možná od samotného George Harrisona, který roku 1975 v Idleově pořadu vystoupil jako host.
Když Eric Idle roku 1976 představil klip s Rutles v americké show Saturday Night Live, její produkční Lorne Michaels navrhl natočit hodinový film. Ten pak vznikl podle Idleova scénáře ve společné režii s Garym Weisem (režisérem SNL), pod názvem The Rutles: All You Need Is Cash (1978). Ač primárně určen pro britskou televizi, v USA a v Austrálii byl uváděn i v kinech.
Díky svéráznému humoru a zdařilým Innesovým písním, které si kvalitou se skutečnými Beatles nezadaly, si film vydobyl takřka kultovní status. Často je mylně považován za dílo humoristické skupiny Monty Python, avšak jde o sólový projekt Erica Idlea (resp. jeho a Neila Innese), kde se pouze epizodně objevil také jeho pythonský kolega Michael Palin.
Také zde vystupují některé tehdejší hvězdy SNL (John Belushi, Dan Aykroyd, Bill Murray) i několik skutečných rockových hvězd (Mick Jagger, Paul Simon, Ron Wood). Cameo výstup zde má i skutečný Beatle a dobrý Idleův přítel George Harrison, namaskovaný k nepoznání jako šedovlasý reportér.
Samotná kapela je v dokumentu ztvárněna z většiny tak jak vypadala její skutečná sestava, pouze úlohu Dirka McQuicklyho hraje Eric Idle, který předstírá zpěv na playback Ollieho Halsalla a hru na baskytaru na playback Andyho Browna. Halsall se ve filmu objevil jen na fotografii jako „Leppo“, někdejší člen kapely (inspirací postavy byl Stu Sutcliffe).

### Reakce členů Beatles
Vedle Harrisona, který se na projektu přímo podílel, byly reakce ostatních bývalých Beatles rozporuplné. Johnu Lennonovi se film líbil natolik, že odmítl vrátit kazetu a soundtrack, které dostal zapůjčené ke schválení. Ringo Starr měl smíšené dojmy, některé pasáže se mu líbily, ale jiné podle jeho názoru ťaly příliš hluboko. Paul McCartney se k filmu nikdy otevřeně nevyjádřil, podle Idleova dojmu se zřejmě cítil být dotčen (je pravdou, že v dokumentu je podán docela jako „trouba“ a při hraní až komicky markýruje). Idle nicméně tvrdil, že McCartney později trochu změnil názor na popud své ženy Lindy.
Podle Idleových vzpomínek George a Ringo chvíli zvažovali nápad vytvořit kapelu s ním a Innesem, která by „sdílela“ jejich skutečnou a fiktivní historii. Také se spolu naučili rutlovskou píseň Ouch! (parodie na Help!).

### Pokračování
V roce 2002 vzniklo pokračování The Rutles 2: Can't Buy Me Lunch.

## Diskografie
- The Rutles (1978)
- The Rutles Archaeology (1996)
- Live + Raw (2014)
- The Wheat Album (2018)

## Výběr písní
- Number One (inspirovaná zejména Twist And Shout a It Won't Be Long)
- Blue Suede Schubert (zejména podle Roll Over Beethoven)
- Hold My Hand (zejména All My Loving a Eight Days A Week)
- With A Girl Like You (podle If I Fell)
- Between Us (hlavně podle I'll Be Back)
- Ouch! (podle Help!)
- Nevertheless (podle Harrisonových Love You To a Within You Without You)
- Joe Public (hlavně podle Tomorrow Never Knows)
- Doubleback Alley (podle Penny Lane)
- Good Times Roll (podle Lucy In The Sky With Diamonds)
- Love Life (podle All You Need Is Love)
- Piggy In The Middle (podle I Am The Walrus)
- Let's Be Natural (hlavně podle Dear Prudence)
- Living In Hope (paroduje písně zpívané Ringem, hlavně Don't Pass Me By)
- Easy Listening (dtto, ale podobá se hlavně Octopus' Garden)
- Get Up And Go (podle Get Back; podobala se natolik, že raději nebyla zařazena na album)